# Bataille d’Axtorna
Guerre nordique de Sept Ans
La bataille d’Axtorna a été livrée le 20 octobre 1565 entre la Suède et le Danemark à Axtorna, village danois (aujourd'hui suédois) de la commune de Falkenberg, dans le comté de Halland.

## Déroulement
Le commandant danois Daniel Rantzau avait dû abandonner la forteresse de Varberg aux Suédois le 15 septembre 1565 après qu’ils ont pris Ny Varberg, plus grande ville de la province de Halland. 
Rantzau a été informé que l’armée suédoise dirigée par Jacob Henriksson Hästesko (sv), plus forte, approchait de l’est ; cela l’a obligé à déplacer ses forces vers Falkenberg. Rantzau a décidé d’engager le combat avant que l’armée suédoise n’ait le temps de se réorganiser.
Les Danois ont remporté la victoire grâce à la tactique de Rantzau. Ils n’ont cependant affronté qu’une partie de l’armée suédoise, et ont subi de lourdes pertes ; ils ont en revanche capturé l’artillerie suédoise.

## Crédit des auteurs
- (en) Cet article est partiellement ou en totalité issu de l’article de Wikipédia en anglais intitulé « Battle of Axtorna » (voir la liste des auteurs).